# Stan McCabe
Stanley Joseph McCabe, communément appelé Stan McCabe, est un joueur de cricket international australien né le 16 juillet 1910 à Grenfell et décédé le 25 août 1968 à Beauty Point. Ce batteur débute avec la Nouvelle-Galles du Sud en 1928, puis avec l'Australie en Test cricket en 1930. Il dispute trente-neuf test-matchs durant sa carrière internationale, achevée en 1938.

## Équipes
- Nouvelle-Galles du Sud

## Récompenses et honneurs
- Un des cinq Wisden Cricketers of the Year de l'année 1935
- Membre de l'Australian Cricket Hall of Fame depuis 2002

## Sélections
- 39 sélections en test cricket de 1930 à 1938.